# 2014 FIFAワールドカップ・ヨーロッパ予選グループI
このページは、2014 FIFAワールドカップ・ヨーロッパ予選のグループIの結果をまとめたものである。このグループは、スペイン、フランス、ベラルーシ、グルジア、フィンランドの5カ国からなる。
1位通過チームはそのまま2014 FIFAワールドカップ本大会出場が決まる。各グループ2位のチームのうち、成績上位の8チームを2チームずつ4組に分け、ホーム・アンド・アウェー方式で対戦を行う。各勝者が本大会出場権を得る。
なお、グループリーグ各組2位のチームの成績を比較する際、6チームが属するグループのチームについては、チーム数を合わせて比較するため、当該グループの最下位チームとの対戦戦績を除外する。

## 順位表
| チーム       | 勝点 | 試合 | 勝利 | 引分 | 敗戦 | 得点 | 失点 | 点差 |
| ------------ | ---- | ---- | ---- | ---- | ---- | ---- | ---- | ---- |
| スペイン     | 20   | 8    | 6    | 2    | 0    | 14   | 3    | +11  |
| フランス     | 17   | 8    | 5    | 2    | 1    | 15   | 6    | +9   |
| フィンランド | 9    | 8    | 2    | 3    | 3    | 5    | 9    | -4   |
| グルジア     | 5    | 8    | 1    | 2    | 5    | 3    | 10   | -7   |
| ベラルーシ   | 4    | 8    | 1    | 1    | 6    | 7    | 16   | -8   |

| チーム  | チーム       | AWAY         | AWAY         | AWAY             | AWAY                | AWAY           |
| チーム  | チーム       | スペインの旗 | フランスの旗 | フィンランドの旗 | ジョージア (国)の旗 | ベラルーシの旗 |
| ------- | ------------ | ------------ | ------------ | ---------------- | ------------------- | -------------- |
| H O M E | スペイン     | X            | 1-1          | 1-1              | 2-0                 | 2-1            |
| H O M E | フランス     | 0-1          | X            | 3-0              | 3-1                 | 3-1            |
| H O M E | フィンランド | 0-2          | 0-1          | X                | 1-1                 | 1-0            |
| H O M E | グルジア     | 0-1          | 0-0          | 0-1              | X                   | 1-0            |
| H O M E | ベラルーシ   | 0-4          | 2-4          | 1-1              | 2-0                 | X              |

## 競技日程と結果
競技日程は、2011年9月23日にフランス・パリで行われたミーティングによって決定された。
| 2012年9月7日 21:00 (UTC+4) |

| グルジア                | 1 - 0    | ベラルーシ |
| オクリアシュヴィリ 51分 | レポート |            |

| ボリス・パイチャーゼ・スタジアム（トビリシ） 観客数: 20,000人 主審: スタニスラフ・トドロフ |

| 2012年9月7日 21:30 (UTC+3) |

| フィンランド | 0 - 1    | フランス      |
|              | レポート | ディアビ 20分 |

| ヘルシンキ・オリンピックスタジアム（ヘルシンキ） 観客数: 35,111人 主審: クレイグ・トムソン |

| 2012年9月11日 21:30 (UTC+4) |

| グルジア | 0 - 1    | スペイン        |
|          | レポート | ソルダード 86分 |

| ボリス・パイチャーゼ・スタジアム（トビリシ） 観客数: 54,598人 主審: スヴェイン・オッドヴァル・モーエン |

| 2012年9月11日 21:00 (UTC+2) |

| フランス                                  | 3 - 1    | ベラルーシ  |
| カプエ 49分 · ジャレ 68分 · リベリー 80分 | レポート | プチラ 72分 |

| スタッド・ド・フランス（サン＝ドニ） 観客数: 52,552人 主審: フセイン・ゴジェク |

| 2012年10月12日 18:30 (UTC+3) |

| フィンランド      | 1 - 1    | グルジア    |
| ハマライネン 63分 | レポート | カシア 56分 |

| ヘルシンキ・オリンピックスタジアム（ヘルシンキ） 観客数: 12,607人 主審: イェフヘン・アラノフスキー |

| 2012年10月12日 21:00 (UTC+3) |

| ベラルーシ | 0 - 4    | スペイン                              |
|            | レポート | アルバ 12分 · ペドロ 21分, 69分, 72分 |

| ディナモ・スタジアム（ミンスク） 観客数: 28,800人 主審: セルジュ・ギュミニー |

| 2012年10月16日 19:00 (UTC+3) |

| ベラルーシ                     | 2 - 0    | グルジア |
| ブレッサン 6分 · ドラフン 28分 | レポート |          |

| ディナモ・スタジアム（ミンスク） 観客数: 15,300人 主審: ロベルト・シェルゲンホーファー |

| 2012年10月16日 21:00 (UTC+2) |

| スペイン    | 1 - 1    | フランス      |
| ラモス 25分 | レポート | ジルー 90+4分 |

| エスタディオ・ビセンテ・カルデロン（マドリード） 観客数: 46,000人 主審: フェリックス・ブリヒ |

| 2013年3月22日 20:45 (UTC+1) |

| スペイン    | 1 - 1    | フィンランド |
| ラモス 49分 | レポート | プッキ 79分  |

| エスタディオ・ムニシパル・エル・モリノン（ヒホン） 観客数: 27,637人 主審: オヴィディウ・アリン・ハツェガン |

| 2013年3月22日 21:00 (UTC+1) |

| フランス                                          | 3 - 1    | グルジア        |
| ジルー 45+1分 · ヴァルブエナ 47分 · リベリー 61分 | レポート | コバヒーゼ 71分 |

| スタッド・ド・フランス（サン＝ドニ） 観客数: 71,147人 主審: イヴァン・ベベク |

| 2013年3月26日 21:00 (UTC+1) |

| フランス | 0 - 1    | スペイン    |
|          | レポート | ペドロ 58分 |

| スタッド・ド・フランス（サン＝ドニ） 観客数: 78,329人 主審: カッシャイ・ヴィクトル |

| 2013年6月7日 19:00 (UTC+3) |

| フィンランド       | 1 - 0    | ベラルーシ |
| シトフ 57分 (o.g.) | レポート |            |

| ヘルシンキ・オリンピックスタジアム（ヘルシンキ） 観客数: 24,916人 主審: エリ・ハクモン |

| 2013年6月11日 20:00 (UTC+3) |

| ベラルーシ            | 1 - 1    | フィンランド |
| ヴェルホフツォフ 85分 | レポート | プッキ 24分  |

| セントラル・スタジアム（ホメリ） 観客数: 10,100人 主審: リボル・コヴァジーク |

| 2013年9月6日 22:15 (UTC+4) |

| グルジア | 0 - 0    | フランス |
|          | レポート |          |

| ボリス・パイチャーゼ・スタジアム（トビリシ） 観客数: 26,360人 主審: フィラト・アイディヌス |

| 2013年9月6日 21:30 (UTC+3) |

| フィンランド | 0 - 2    | スペイン                    |
|              | レポート | アルバ 19分 · ネグレド 86分 |

| ヘルシンキ・オリンピックスタジアム（ヘルシンキ） 観客数: 37,492人 主審: イヴァン・ベベク |

| 2013年9月10日 21:00 (UTC+4) |

| グルジア | 0 - 1    | フィンランド    |
|          | レポート | エレメンコ 74分 |

| ボリス・パイチャーゼ・スタジアム（トビリシ） 観客数: 25,321人 主審: レオンティオス・トラットゥ |

| 2013年9月10日 22:00 (UTC+3) |

| ベラルーシ                          | 2 - 4    | フランス                                             |
| フィリペンコ 32分 · カラチェフ 58分 | レポート | リベリ 47分 (pen.), 64分 · ナスリ 70分 · ポグバ 73分 |

| セントラル・スタジアム（ホメリ） 観客数: 12,203人 主審: ダニエレ・オルサート |

| 2013年10月11日 22:00 (UTC+2) |

| スペイン                                  | 2 - 1    | ベラルーシ        |
| シャビ・エルナンデス 61分 · ネグレド 86分 | レポート | コルニレンコ 89分 |

| イベロスター・エスタディ（パルマ・デ・マヨルカ） 観客数: 22,900人 主審: バス・ネイハイス |

| 2013年10月15日 21:00 (UTC+2) |

| フランス                                              | 3 - 0    | フィンランド |
| リベリー 8分 · トイヴィオ 76分 (o.g.) · ベンゼマ 87分 | レポート |              |

| スタッド・ド・フランス（サン＝ドニ） 観客数: 70,156人 主審: ミハイル・クークラキス |

| 2013年10月15日 21:00 (UTC+2) |

| スペイン                  | 2 - 0    | グルジア |
| ネグレド 26分 · マタ 61分 | レポート |          |

| エスタディオ・カルロス・ベルモンテ（アルバセテ） 観客数: 16,133人 主審: フロリアン・マイヤー |